# Kristine Tånnander
Kristine Tånnander, född 21 november 1955, är en svensk före detta friidrottare (häcklöpare, mångkampare och sprinter). Hon tävlade för Malmö AI och IFK Lidingö. Hon utsågs år 1981 till Stor Grabb/tjej nummer 317. Kristine Tånnander är dotter till Kjell Tånnander och syster till Annette Tånnander.
Tånnander deltog i sjukamp i de olympiska spelen 1984 och kom där tolva. Även i världsmästerskapen 1983 slutade hon tolva och i europamästerskapen 1982 kom hon på elfte plats.